# Sophie Hannah
Sophie Hannah (Manchester, 28 de junho de 1971) é uma poetisa e romancista britânica. É uma escritora best-seller internacional de romance psicológico policial, foi publicada em 49 línguas e em 51 países.

## Biografia
Sophie Hannah nasceu em Manchester, filha do académico Norman Geras e da autora infantil Adèle Geras. Frequentou a Escola Primária de Beaver Road em Didsbury e a Universidade de Manchester.
De 1997 a 1999, foi bolsista em Artes Criativas na Trinity College, Cambridge e entre 1999 e 2001, pesquisadora na Wolfson College, Oxford. Vive em Cambridge com o marido e dois filhos.

## Publicações
Hannah publicou o seu primeiro livro de poemas, The Hero and the Girl Next Door, aos 24 anos. O seu estilo é frequentemente comparado ao verso leve de Wendy Cope e ao surrealismo de Lewis Carroll. Os conteúdos dos seus poemas tendem para o pessoal, utilizando esquemas de rima clássicos com perspicácia, humor e calor. Hannah publicou previamente cinco coleções de poesia com a Carcanet Press. Em 2004, foi nomeada uma das poetas da próxima geração da Poetry Book Society . Os seus poemas são estudados no Reino Unido como parte do ensino oficial de Inglês aos níveis de GCSE (incluindo 'Rubbish at Adultery' e 'Your Dad Did What?' ), Nível A e compleição de licenciaturas.
Embora seja a autora dum livro para crianças, ela é mais conhecida pelos seus romances de crimes psicológicos. O seu primeiro romance, Little Face, foi publicado em 2006 e vendeu mais de 100.000 cópias. O seu quinto romance criminal, Lasting Damage, foi publicado no Reino Unido em 17 de fevereiro de 2011. Kind of Cruel, o seu sétimo suspense psicológico, introduzindo os personagens Simon Waterhouse e Charlie Zailer, foi publicado em 2012.
The Point of Rescue, o seu romance de 2008 foi produzido para a TV como drama de duas partes Case Sensitive  e exibido em 2 e 3 de maio de 2011 na rede ITV do Reino Unido. É atuado por Olivia Williams no papel principal de DS Charlie Zailer e Darren Boyd como DC Simon Waterhouse. Logo na primeira exibição teve 5,4 milhões de espectadores. Nos dias 12 e 13 de julho de 2012, foi exibida uma segunda história em duas partes, baseada em  As Outras Meias Vidas.
Além de obras inteiramente suas,  Sophie Hannah escreveu uma série de romances baseados em Hercule Poirot, de Agatha Christie. Referiu-se a esses trabalhos como " romances de continuação", um subgénero do romance de crime . Ela explorou este subgénero aquando da revisão de exemplos escritos por Ngaio Marsh/ Stella Duffy e Dorothy Sayers/ Jill Paton Walsh.
Hannah traduziu três livros infantis de figuras da Suécia e escreveu uma obra de psicologia social intitulada Como Guardar Rancor: do ressentimento ao contentamento: o poder dos rancores na transformação da sua vida.

## Outras atividades profissionais
Hannah participou na criação dum mestrado em Crime e Thriller Writing da Universidade de Cambridge, da qual é a principal professora e diretora do curso.

## Obras

### Série Waterhouse e Zailer
1. Little Face (2006)
2. Hurting Distance (2007); também publicado como The Truth-Teller's Lie (2010) - A Vítima Perfeita (Rocco, 2015)
3. The Point of Rescue (2008); também publicado como The Wrong Mother (2009)
4. The Other Half Lives (2009) também como The Dead Lie Down (2009)
5. A Room Swept White (2010) também como The Cradle in the Grave (2011) [13]
6. Lasting Damage (2011) também como The Other Woman's House (2012) - A Outra Casa (Rocco, 2016)
7. Kind of Cruel  (2012) - Uma Certa Crueldade (Rocco, 2018)
8. The Carrier (2013) - O Portador (Rocco, 2019)
9. The Telling Error (2014) também como Woman with a Secret (2015)
10. Pictures Or It Didn’t Happen (2015)
11. The Narrow Bed (2016) também como The Next to Die (2019)
12. The Couple at the Table (2022)

### Hercule Poirot
Baseados no personagem da Agatha Christie.
- The Monogram Murders (2014) - Os Crimes do Monograma (Harper Collins Brasil, 2014)
- Closed Casket (2016) - Caixão Fechado (Harper Collins Brasil, 2016)
- The Mystery of Three Quarters (2018) - O Mistério dos Três Pedaços (Harper Collins Brasil, 2021)
- The Killings at Kingfisher Hill (2020)

### Outros romances
- Gripless (1999)
- Cordial and Corrosive: An Unfairy Tale (2000)
- The Superpower of Love (2002)
- The Orphan Choir (2013)
- A Game for All the Family (2015)
- Did You See Melody? (2017) também como Keep Her Safe (2017)
- Haven't They Grown (2019) também como Perfect Little Children (2019)

### Infantis
- Carrot the Goldfish, ilustrado por Jean Baylis (1992)
- The Box Room: poems for children (2001)

Traduções (sueco => inglês)
Os livros ilustrados Moomin em língua sueca foram escritos e ilustrados por Tove Jansson.
- The Book about Moomin, Mymble and Little My [1952] (2001) - nova tradução do verso
- Who Will Comfort Toffle? [1960] (2003) - tradução de novos versos
- The Dangerous Journey [1977] (2010) - "nova tradução de verso do terceiro conto de rima de Moomin Valley"

### Poesia
- Early Bird Blues (1993) - panfleto de edição limitada
- Second Helping of Your Heart (1994) - panfleto de edição limitada
- The Hero and the Girl Next Door (1995)
- Hotels Like Houses, (1996)
- Leaving and Leaving You, (1999)
- Love Me Slender: Poems About Love (2000)
- First of the Last Chances, (2003)
- Selected Poems, (2006)
- Pessimism for Beginners (2007)
- Marrying the Ugly Millionaire: New and Collected Poems, (2015)
- Postcard from a Travel Snob

### Antologias
- The Fantastic Book of Everybody's Secrets (2008)
- Something Untoward: Six Tales of Domestic Terror (2012)
- The Visitors Book (2015)

### Não-ficção
- How to Hold a Grudge (2018)
- Happiness, a Mystery: And 66 Attempts to Solve It (2020)

## Adaptação
- Case Sensitive (Série de TV, 2011 - 2012) baseada nos livros The Point of Rescue (2008) e The Other Half Lives (2009), estrelada por Olivia Williams e Darren Boyd. (wikipedia em inglês: en:Case Sensitive (TV series)